# Airplanes
"Airplanes" är den andra officiella och sammanlagt den tredje singeln från B.o.Bs debutalbum, B.o.B Presents: The Adventures of Bobby Ray. På låten finns Hayley Williams, huvudsångaren i bandet Paramore med som gästartist, och den är producerad av Alex da Kid och co-producerad av DJ Frank E. Musiken och refrängen skrevs av Kinetics & One Love.